# Eugen May
Eugen May (* 1954) ist ein deutscher Schauspieler.
Anfang der 1990er Jahre war er als Ferdinand in der Serie Tante Jutta aus Kalkutta zu sehen, 1992 spielte er Heinz Fellner in dem Film Der keusche Lebemann und ab 1993 spielte er in der Pension Schöller in der Rolle als Alfred mit. 1997 konnte man ihn im Film Der Schrei der Liebe sehen. Eugen May war auch bei Alles was zählt zu sehen.

## Filmografie (Auswahl)
- 1989: Bei uns im Viertel (Millowitsch-Theater)
- 1990: Tante Jutta aus Kalkutta
- 1992: Der keusche Lebemann
- 1993: Pension Schöller
- 1997: Der Schrei der Liebe
- 1998: Unter uns (Fernsehserie, Episoden 901 und 902)
- 1999: Der Clown (Fernsehserie, Folge 3x06 – Handyman)
- 2002: Alarm für Cobra 11 – Die Autobahnpolizei (Fernsehserie)